# イヌイット語

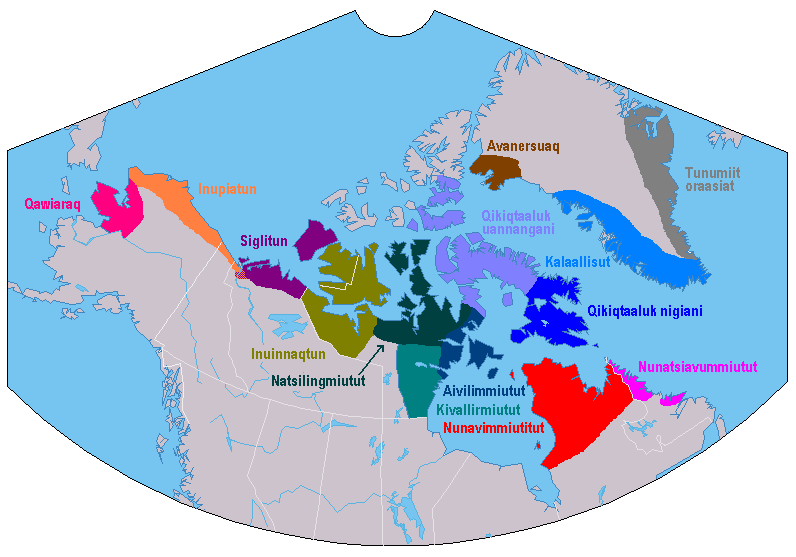
イヌイット語の分布と方言

イヌイット語は、北アメリカ極北部のグリーンランド、カナダ、アラスカ等に住むエスキモー系民族イヌイットの固有言語である。
社会言語学的な分類として、カナダのイヌクティトゥット語とグリーンランドのグリーンランド語（カラーリット語）に分けられる。ただし、イヌイット語内の多様性は大きいものの、国境の両側で特に大きな違いがあるわけではない。

## 名称について
かつては他称（蔑称）の「エスキモー」が使われたが、現在特にカナダのイヌイットはこの呼び方を嫌い、「イヌイット」というのが普通になっている。「イヌイット」は一民族の名であり、アラスカのユピックなど他の民族は「イヌイット」と自称することは決してない。アラスカでは、イヌイットも他の民族も従来通り「エスキモー」と自称している。
「イヌイット語」はエスキモー・アレウト語族に属し、アラスカ西部やチュコト半島のユピック語に近い言語である。
イヌイット語とエスキモー語は混用されることもあるが、エスキモー語というのはイヌイット語、ユピック語など複数の言語の総称であり、エスキモー諸語とも言う。イヌイット語もいくつかの方言からなり、これらを別の言語とみなすこともでき、イヌイット諸語とも言う。離れた地方では互いに理解できないこともあるが、違いはグラデーションのように連続的で明確に分類できるものではない（方言連続体）。

## 現状
話者はグリーンランドで5万2000人、カナダで3万人、アラスカで3400人、ロシアで450人、ほかにデンマーク本国など、全世界で9万人ほどと見積もられている。アラスカ・エスキモーでもイヌイット語を話さなくなった人が多く、ロシアではさらに減少しつつあり消滅が危惧される。上記のようにグリーンランドとカナダでは一部方言が公用語とされ、部族単位で教育も行われている。

## 表記
一般的にはラテン文字で表記されるが、カナダでは独自のカナダ先住民文字が使われている。

## 系統
イヌイット語はエスキモー・アレウト語族に属し、ユピック語と近く、またアレウト語ともやや遠い関係にある。この語族はアメリカ・インディアン諸語とは全く異なり、シベリア方面の言語と関係があるとの説もあるが証明されたものではない。

## 歴史
エスキモーはベーリング海峡周辺（アラスカ西部・チュコト半島）を原住地として東へ移動したと考えられており、イヌイット語はこの方面で話されるユピック語から分化したとの考えもある。グリーンランドではヴァイキングが入植した13世紀にはすでにイヌイット語が話されていた。

## 性質
母音は基本的には[a]、[i]、[u]の3つ（場合により[e]、[o]の発音になることもある）で、長短の区別がある。音節はCVC型で、長母音は2モーラとして扱われる。
文法的には典型的な複統合語（いわゆる抱合語の一種*）として知られる。これは一つの文に相当する意味が様々な接辞として動詞の中に含まれて表現される性質である。また能格言語である。これらはエスキモー・アレウト語族の基本的性格と考えられるが、アレウト語では複統合性はかなり退化している。複統合語は広義の抱合語に含まれる。狭義の抱合語は、多数の接辞により意味論的な派生を行う言語をいうが、イヌイット語はこれには当てはまらず、あくまで複統合語である。